# 千宗室 (16代)
千 宗室（せん そうしつ、1956年〈昭和31年〉6月7日 - ）は、茶道裏千家家元16代玄黙宗室で斎号は坐忘斎。本名政之。若宗匠時代は宗之。裏千家の家元は代々『宗室』を襲名する。

## 経歴
父は、千玄室（15代汎叟宗室・鵬雲斎 ）。母は、登三子。妻は、三笠宮崇仁親王と同妃百合子の第2女子・容子内親王。弟は、伊住政和。子は、長男・chori（チョリ。戸籍名・菊地明史（きくちあきふみ）、詩人、2014年12月分家2024年8月20日肺炎で死去）、長女・阪田万紀子（葵祭・第54代斎王代）、次男・敬史（若宗匠、千宗史）の2男1女がいる。甥に伊住公一朗、伊住禮次朗（亡弟政和の息子）。
同志社大学文学部心理学科卒業。大徳寺にて参禅得度。斎号坐忘斎を授く。2003年（平成14年）に第16代家元となり、宗室を襲名。文筆家として知られ、随筆集を多数著している。またジャズやSFにも興味を示すなど、従来の「茶道家元」の枠に収まらない活動を展開している。2019年（平成31年/令和元年）春、紫綬褒章を受章。
京都造形芸術大学教授、学習院女子大学客員教授。日本ペンクラブ会員。立命館大学父母後援会会長。
法然院貫主梶田真章、在フランス特命全権大使伊原純一、京都銀行頭取土井伸宏とは京都教育大学附属高等学校の同期。

## 著書
- 書庫のなかから 1-2 千政之 淡交社 1984-1986
- まずは一服 千宗之 主婦の友社 1987.7
- 坐忘閑談室 千宗之 淡交社 1989.4
- 六角形の部屋 悩みのひととき 千宗之 角川書店 1991.7
- 食べたつもりで 千宗之 淡交社 1992.7
- 若宗匠の双鶴居日月 写真随筆集 千宗之 スタジオ・シップ 1995.2
- 味見三昧 食をめぐる24の随想 千宗之 主婦の友社 1996.5
- おいしい台詞 千宗之 小池書院 1997.12
- ほおづえついて 千宗之 京都新聞社 1998.2
- 小川日記 某月某日 千宗之 淡交社 1998.5
- 母の居た場所 千宗之 中央公論新社 2000.2 のち文庫
- 私の二十四節気日記 千宗之 中央公論新社 2002.11
- 『昨日のように今日があり』（講談社　2006）
- 自分を生きてみる 一期一会の心得 中央公論新社 2008.5
- 京都あちこち独り言ち 淡交社 2009.10
- 裏千家茶道点前教則 1-11 淡交社 2010-2011

### 共著
- 大徳寺 高田明浦 淡交社 2007.12 古寺巡礼京都